# Watabe Tsubasa
Tsubasa Watabe (sinh ngày 13 tháng 12 năm 1986) là một cầu thủ bóng đá người Nhật Bản.

## Sự nghiệp câu lạc bộ
Tsubasa Watabe đã từng chơi cho Shonan Bellmare.